# Qantir
Qantir és una ciutat d'Egipte on s'ha localitzat l'antiga ciutat de Pi-Ramsès a uns 3 km de Tell al-Daba (Àvaris) i a uns 9 km al nord de Faqus a la província de Sharqiya, a uns 90 km al nord-est del Caire. Al costat de Qantir és el llogaret d'Al-Khatana, on també s'han fet troballes.
El 1924 es van descobrir a la ciutat alguns objectes amb els noms de Seti I i Ramsès II. El 1975 l'expedició austríaca dirigida per Manfred Bietak va utilitzar un magnetòmetre per fer un mapa de l'antiga ciutat i en els següents 25 anys es van localitzar palaus, temples, cementiris, cases, magatzems i altres construccions i es van poder situar els antics carrers; una troballa especialment important fou la dels antics estables reials amb sis edificis de 12 habitacions cadascun i cadascuna de 12 metres, connectats a una gran àrea de camp; l'orina i excrements dels cavalls era segurament usat com a fertilitzant; podia contenir uns 460 cavalls i és el més gran mai descobert, suposant-se que fou construït en temps de Ramsès III; també es va trobar una fàbrica de vidre. L'àrea estudiada anava des Tell al-Daba (al sud) cap al nord, amb una superfície de 30 km².